# Festeig

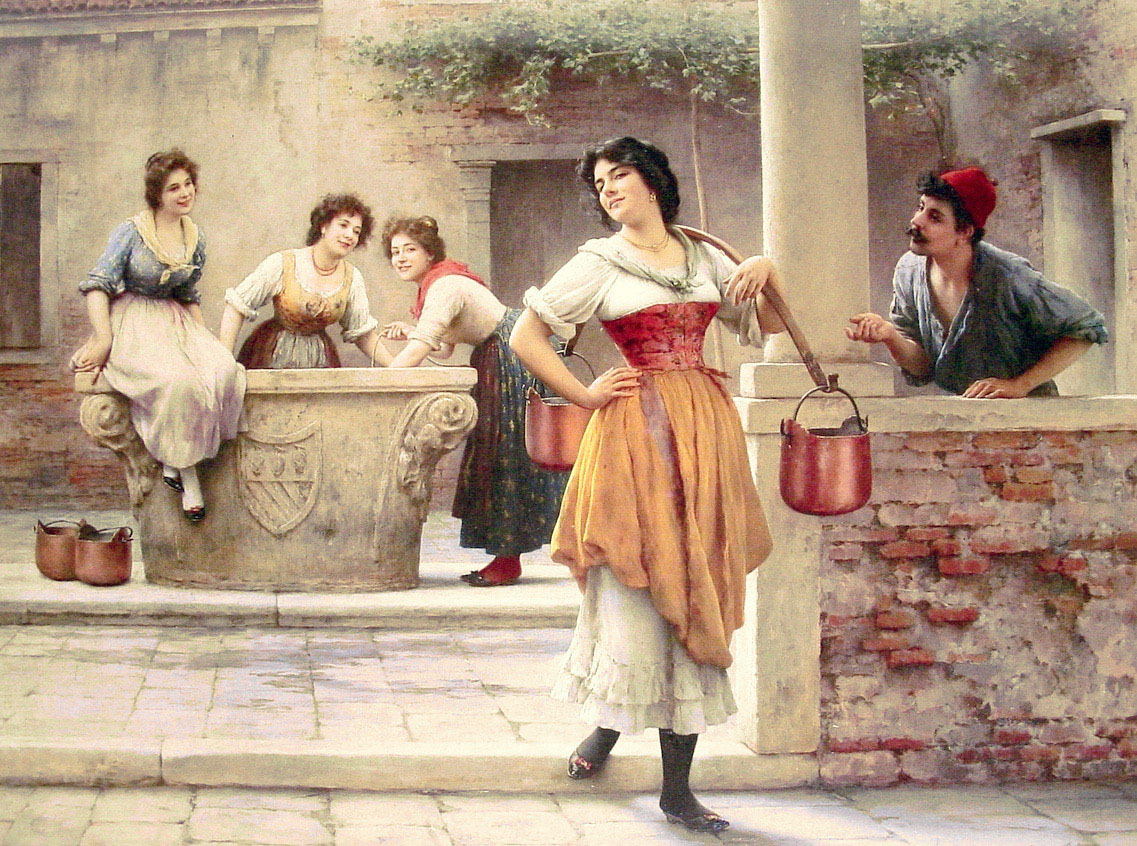
Festeig al pou d'Eugen Blaas, pintor italià emmarcat dins de l'escola del classicisme.

El festeig és l'acte de festejar, de tenir relacions amoroses. En els humans el festeig està modelat pel context cultural i els costums; s'expressa específicament amb l'acció de fer festes a algú, afalagar-lo, amb la intenció de tenir-hi relacions, o bé tenir relacions amoroses amb la intenció de casar-s'hi. Actualment, festejar fa antic i han canviat la forma d'anomenar-ho, ara les persones s’entenen, s’enrotllen, s’emboliquen, estan en parella, viuen junts, són amics o, senzillament, es coneixen.
En el comportament animal porta a l'aparellament i finalment a la reproducció. El festeig pot ser bastant simple, mitjançant un petit nombre d'estímuls químics, visuals o auditius, o pot ser una sèrie molt complexa d'actes de dos o més individus, utilitzant diversos modes de comunicació. Algunes espècies poden utilitzar substàncies anomenades feromones per atraure des de lluny. Les formes més elaborades de festeig sovint ajuden a enfortir un vincle de parella que pot durar a través de la criança de la descendència o fins i tot més temps.

## El festeig en els humans

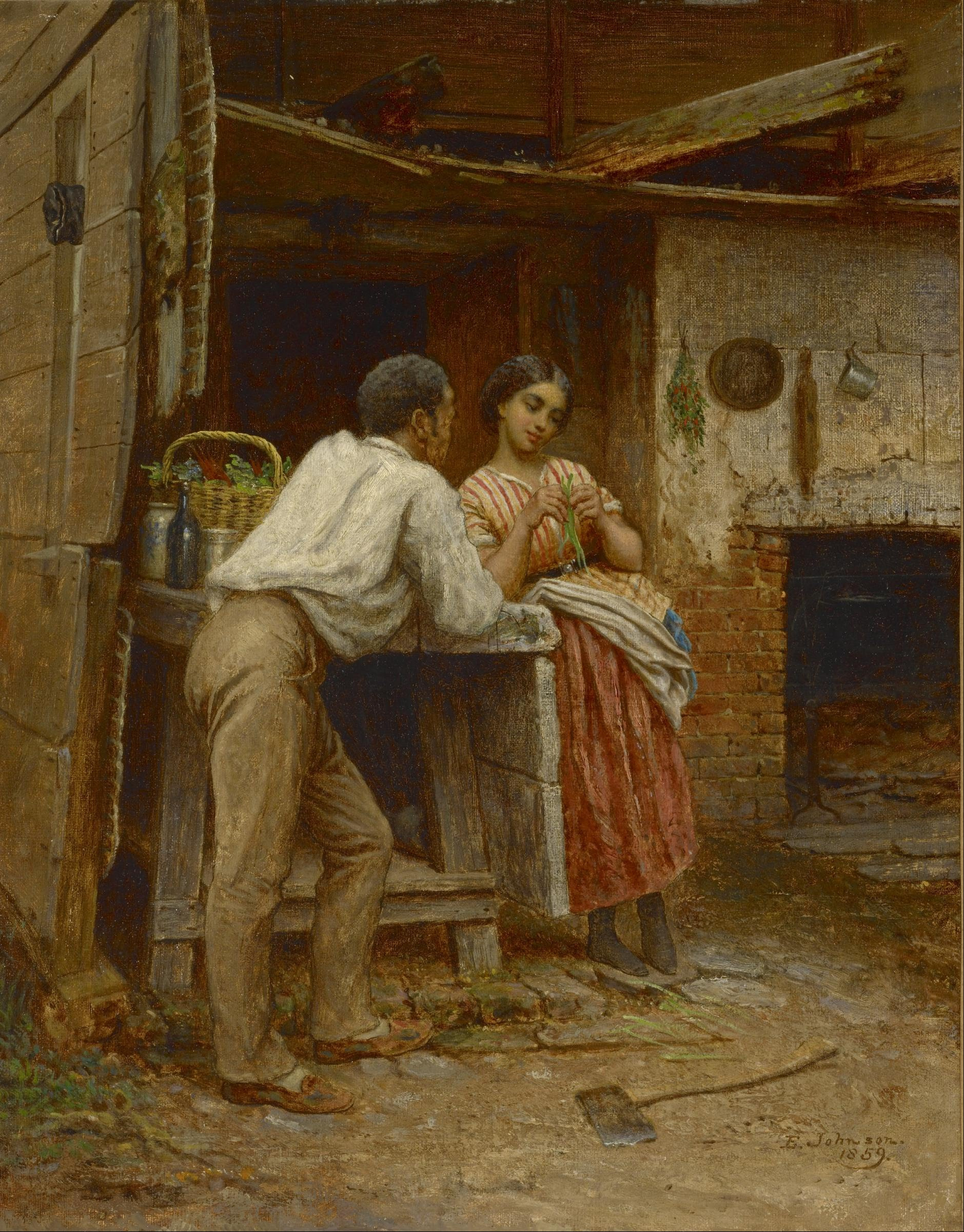
"Southern courtship", quadre pintat per Eastman Johnson (1824-1906).

El festeig són un conjunt d'estratègies per seduir algú altre mitjançant la composició de poemes, serenates, danses i, en general, qualsevol acte que pugui atreure la persona desitjada. El festeig, en el camp de la sexualitat humana, no és dirigeix únicament a aconseguir la unió sexual, i per tant, en última instància, la procreació, sinó que té una altra funció: la de crear una base afectiva estable i duradora per promoure la formació d'una relació de parella. El ritual del festeig dels humans difereix dels animals, ja que està fortament influenciat per factors culturals. Per tant, aquests són variables d'un lloc a un altre i poden evolucionar amb el temps.
En el passat, les regles del festeig i els rols per la dona i l'home eren definits de forma rígida. Els matrimonis en la majoria de les societats van ser arranjats pels pares i familiars amb l'objectiu de buscar l'"estabilitat econòmica i aliances polítiques". En conseqüència, hi havia poca necessitat d'un període de prova temporal abans que es formés una unió permanent reconeguda per la comunitat entre un home i una dona. El matrimoni es reservava per a parelles heterosexuals i tenia una naturalesa transaccional, on les dones eren en molts casos una forma de propietat que s'intercanviava entre pare i marit, i que hauria de servir a la funció de reproducció. A Europa, les comunitats  exercien pressió sobre les persones per formar llaços de parella. A la Xina, la societat "exigia que les persones es casessin abans de tenir una relació sexual" i moltes societats van trobar que els llaços formalment reconeguts entre un home i una dona era la millor manera de criar i educar els infants i evitar conflictes i malentesos pel que fa a la competència per les parelles.
Generalment, durant gran part de la història, els matrimonis eren acords comercials entre les famílies, mentre que l'amor era una cosa que passava fora del matrimoni discretament. A De Amore, l'obra més coneguda d'Andreu el Capellà,  escrita el segle xii, va aconsellar que "el veritable amor no pot tenir lloc entre marit i muller".
Antigament a les societats pageses era habitual que fossin pactats:
| « | El temps del festeig —curt o llarg— gairebé mai servia per conèixer-se l’un a l’altre. En els festejos pactats —o de conveniència— la coneixença interpersonal era inexistent. L’única coneixença era la que afectava a la propietat de les coses. Sabien què tenien, però no com eren, ni els seus gustos o aficions. Dels festejos pactats, però, es deia que eren els que més bons resultats donaven. Deien que, en fer-se per conveniències, a cap dels dos membres de la parella els interessava de trencar la unió. Deien que dels festejos de conveniència en resultaven els matrimonis més llargs. Els que sempre feia de bon veure. Deien que les parelles pactades sabien afrontar millor la convivència, conscients que la seva unió servia a uns interessos importants com ara l’ajuntament de propietats, o la superació d’una mala anyada. Els altres festejos, aquells en els que els nuvis hi tenien alguna cosa a dir, eren d’una altra manera. Generalment més llargs, sense les urgències dels festejos pactats. | » |

Per exemple, a Guimerà, a la vall del Corb, com tantes poblacions pageses, les festes majors, les fires i els aplecs eren els llocs de trobada del jovent de la comarca i sovint hi naixia una relació amorosa o s’hi concertava un enllaç matrimonial. A Guimerà, rebia el nom «d’anar a vistes» la que realitzava un jove pretendent a la casa d’una noia, tot fet amb avinença dels pares del jove. El jove era rebut i atès amb tots els honors per la família de la noia i si la impressió era favorable es concertava una nova entrevista. En cas contrari, discretament, es feia saber a l’altra part que valia més deixar-ho córrer. Quan un jove i una noia començaven a festejar seriosament era sempre per casar-se. Era inconcebible una relació formal que no tingués aquesta finalitat. També una noia era mal vista si donava excessives llibertats al seu festejador. Aquesta manera de procedir imperava en tots els festeigs, tant si la relació amorosa havia començat espontàniament, com si hi havien intervingut  casamenteres, o sigui si la coneixença entre el noi i la noia havia estat facilitada per una tercera persona. Un festeig no es considerava plenament formalitzat fins que els pares respectius n’estaven assabentats i donaven el seu vist-i-plau, la qual cosa significava que la noia havia estat «demanada», o sigui que els pares del jove havien anat a trobar els pares de la noia i havien concertat mútuament el casament. Després ja concretarien els detalls econòmics de l’afer, una operació que resultava més o menys laboriosa, segons el tarannà dels uns i dels altres i de la situació econòmica de les dues parts. Una vegada «demanada» la noia, el promès ja podia anar lliurement a casa de la jove, fet que no li era permès abans. A les famílies humils difícilment es presentaven problemes econòmics. Era a les famílies benestants on algunes vegades costava lligar tots els caps, principalment determinar la quantia del dot de la noia i la manera d’assegurar-lo.
A partir del segle xx, en molts contextos culturals s'ha produït una flexibilització i el festeig s'ha obert a formes menys codificades que atorguen més espais de llibertat de comportament i una menor distinció de rols o a l'adopció per part de les dones de l'assumpció de la iniciativa, quan en el passat es consideraven tradicionalment entre les prerrogatives masculines o de la família. Aquesta evolució cultural  ha produït que el festeig sigui molt més complex ja que falta la possibilitat de confiar en determinats referents culturals acceptats i codificats. Segons una sèrie d'investigacions sistemàtiques, el festeig és en realitat un procés social que requereix la participació emocional i física d'ambdós sexes. Segons un seguit d'investigacions, el festeig és en realitat un procés social que requereix la participació emocional i física d'ambdós sexes.
La flexibilització del mercat matrimonial va fer aparèixer les clàssiques agències matrimonials. Però a mesura que la tecnologia ha progressat, també ho han fet els mètodes del festeig. En el festeig en línia, els individus creen perfils on revelen informació personal, fotografies, aficions, interessos, valors i expectatives i, tot seguit, l'usuari pot buscar a través de centenars de milers de comptes i connectar-se amb múltiples persones per trobar la persona que compleix amb els seus estàndards. El festeig en línia ha influït en la idea d'elecció. Un estudi estatunidenc de l'any 2015 afirma que un terç dels matrimonis entre 2005 i 2012 es van realitzar a través de serveis de festeig en línia. Hi ha moltes webs de cites. La més coneguda és l'aplicació de mòbil Tinder per la facilitat d'ús: passar pàgines de perfils fins a trobar-ne un que agrada i esperar que sigui recíproc. Però des del 2022 perd usuaris perquè el seu model de negoci és contradictori: per una banda, l'empresa vol que els usuaris hi passin tant de temps com sigui possible i s'hi gastin com més diners millor, mentre que, per una altra banda, els usuaris es frustren si triguen massa temps a aconseguir el que busquen i se'n van de l'aplicació. També el professor de comunicació i membre del grup de recerca de la UAB en tecnologia Òscar Coromina detalla que la davallada prové de tenir parella i alhora la possibilitat de trobar altres parelles és poc compatible amb el que seria una relació monògama heteronormativa. Altres crítiques van adreçades a que funciona com una mena de “mercat de cossos” o que pot fomentar relacions amb poca responsabilitat afectiva envers l’altra persona, però amb aspectes positius perquè  hi ha usuaris que hi han trobat relacions duradores, i no consideren que el fet de tenir informació prèvia sobre les persones o el fet de començar parlant pel xat hagi accelerat o fet menys espontanis o incòmodes els processos i pot ser molt útil per als més tímids, que no s’atrevirien a fer el primer pas en persona.
En quant a la durada, el festeig pot ser de dies o d'anys. Al Regne Unit, una enquesta de 3.000 parelles promeses o casades va suggerir una durada mitjana de 2 anys i 11 mesos, entre la primera trobada i el compromís. Si bé el festeig en la majoria de les cultures d'influència europea no està gaire normat, en algunes societats tradicionals és una activitat altament estructurada, amb normes formals molt específiques.

## El festeig en els animals

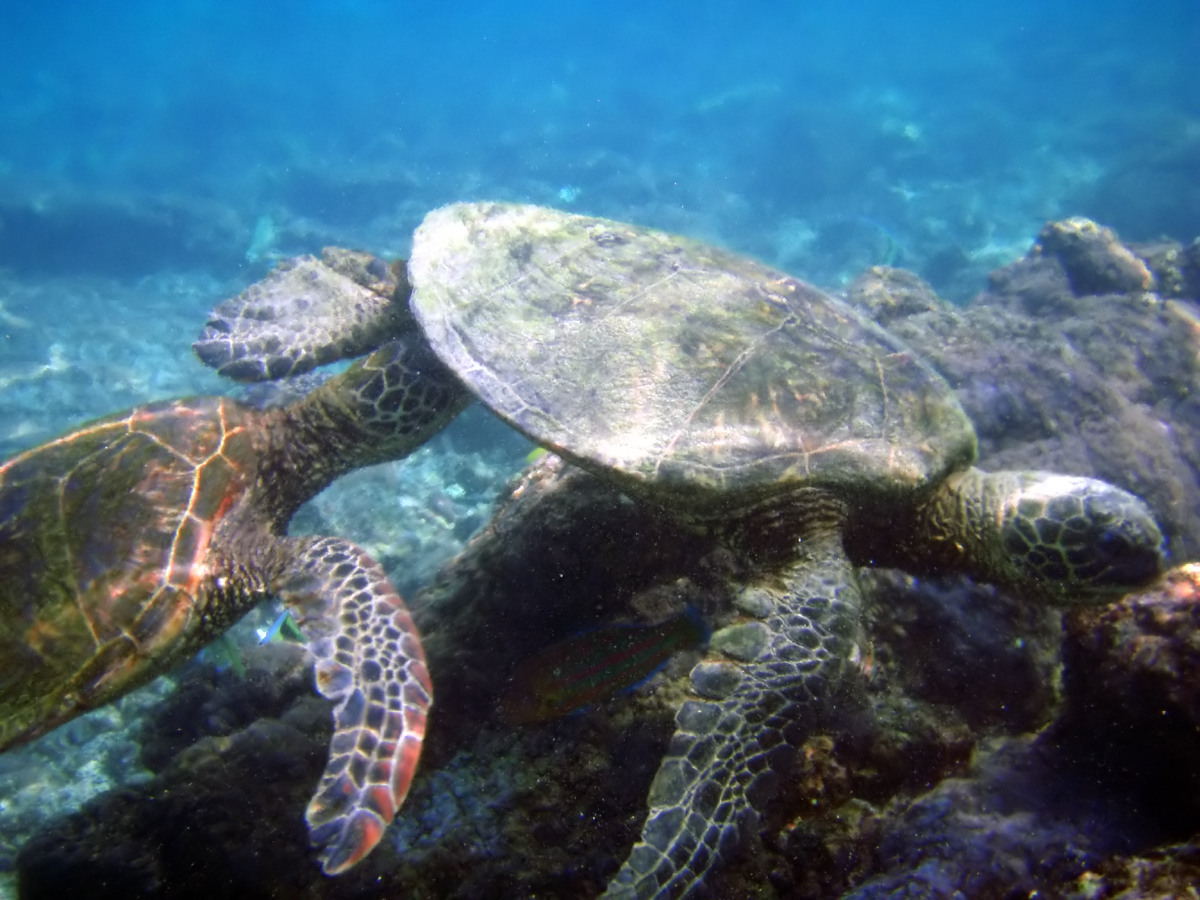
Festeig de la tortuga verda, Chelonia mydas, a la Gran Illa de Hawaii. Durant el festeig, per mostrar afecte, els mascles freguen el nas sobre el cap de la femella o mosseguen suaument la part posterior del coll. Això pot durar molt o poc temps, depenen de si la femella respon al mascle. Si la femella no fuig, el mascle copularà a la part posterior de la femella utilitzant les potes davanteres i estenen la cua. El festeig és competitiu: el mascle amb millor resistència guanya. A més, per diversificar la descendència, les tortugues marines trien mascles diferents per aparellar-se.

El festeig entre animals és objecte d'estudi en l'etologia. Es tracta d'un comportament, observat en gairebé tots els animals i considerat innat, destinat a comunicar la disposició a aparellar-se. També té altres funcions com la de reconeixement específic de l'espècie i la de reduir el comportament agressiu d'una possible parella. Pot ser molt complex, com en el cas del cabussó emplomallat  i contenir una sèrie de comportaments quotidians ritualitzats. Per exemple, la neteja de les plomes, l'acte d'alimentar-se o oferir aliment, i també podem incloure les demostracions de grans proeses físiques o l'exaltació d'alguna característica que resulti especialment atractiva per al sexe oposat. Es creu que l'origen d'alguns d'aquests comportaments, com la neteja del plomatge, es produeixen en casos de forta indecisió emocional dels animals, per exemple, quan davant el que consideren un perill, han de triar entre atacar o fugir. En el cas del gat s'ha observat que comença a llepar-se el pèl, mentre que en el llop és típic el fenomen de l'excreció.
El festeig no és característic només dels vertebrats. Per exemple, en les aranyes hi ha les formes més evolucionades de festeig: com son agressives, és una prioritat per als mascles ser reconeguts com a festejadors per la femella i inhibir el comportament depredador. En conseqüència, algunes aranyes pinten la teranyina de la femella amb repeticions particulars, unes altres fan senyals visuals a distància agitant les potes, i encara unes altres porten un regal a la femella: una presa embolicada en un capoll buit. Un altre exemple el trobem en l'espècie d'aranya Maratus volans, on el mascle realitza una elaborada dansa. El mascle obrirà el seu acolorit ventall i començarà a vibrar per a atreure l'atenció de la femella. El mascle començarà a acostar-se cada vegada més a la femella fins l'aparellament. Aquest comportament d'aparellament és similar en els paons. En canvi, la mosca de la fruita intercanvien senyals per mostrar la seva voluntat d'apariar-se. El mascle comença amb una sèrie de moviments del cap, bat les ales i s'acosta a la femella. Una vegada que el mascle estigui prou a prop de la femella, li saltarà a l'esquena i començarà l'acoblament.
El comportament de festeig de les abelles de la mel segueix dos models: l'aparellament en les proximitats del rusc i la reunió dels abellots (els exemplars mascles) que moren ràpidament després de l'aparellament i els pocs que sobreviuen solen ser expulsats dels seus nius, ja que han completat el seu únic propòsit en apariar-se.